# Poliandria

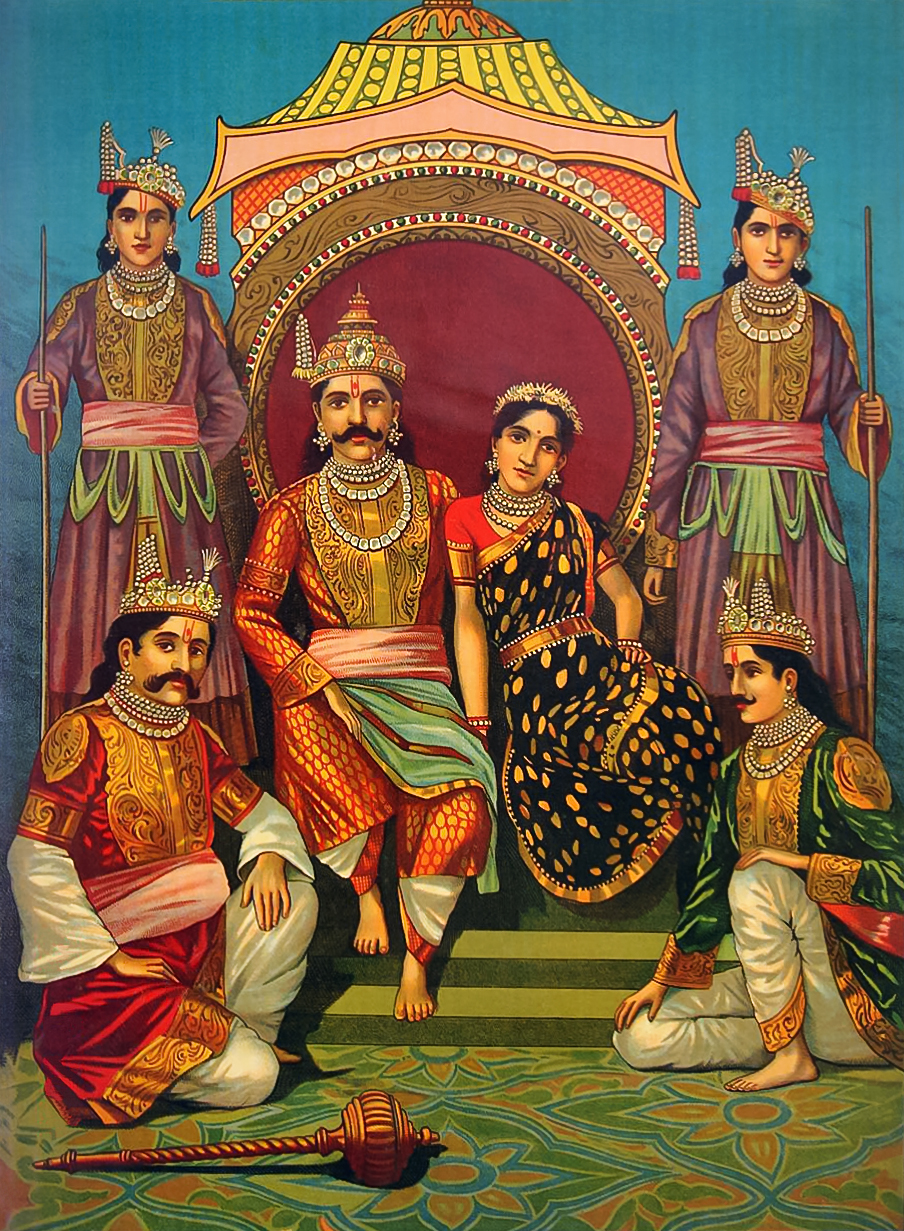
Draupadi insieme con i suoi cinque mariti.

Simbolo della Poliandria

La poliandria, composizione di poli- (dal greco πολυ-, forma compositiva di πολύς «molto») e -andria (-ανδρία, derivato di ἀνήρ ἀνδρός «uomo»), derivante dal greco πολύανδρος, che indica "donna «che ha molti sposi»", è il tipo di poligamia che si instaura tra un individuo di sesso femminile e due o più individui, della stessa specie, di sesso maschile.
In etologia, il termine indica anche il comportamento di una femmina che, in una stagione, si accoppia con più maschi che collaborano ad allevare i cuccioli con le femmine. Si contrappone alla poliginia, nella quale un maschio si accoppia con due o più femmine. Si distingue dal matrimonio di gruppo, poiché questo coinvolge più partecipanti di ciascun sesso.
La poliandria è proibita dalla maggior parte delle confessioni religiose induiste e cristiane; inoltre non è riconosciuta legalmente nella maggior parte degli stati, compresi quelli che permettono la poliginia. Anche nelle culture dove è stata in auge, essa è ed è stata estremamente rara, e solo in particolari e limitate circostanze. In queste culture della poliandria, i mariti provenivano quasi sempre dalla stessa famiglia. La particolare forma di poliandria in cui una donna è sposata a due o più fratelli è nota come poliandria fraterna, e da molti antropologi è ritenuta la forma più frequente rilevata.

## La poliandria nelle diverse società umane
Alcune iscrizioni sumere riportano che la poliandria (precedentemente ammessa) fu abolita dal re Urukagina; e le donne che si sposassero con più di un uomo da quel momento dovevano essere colpite con sassi su cui andava inciso il crimine da loro compiuto.
La poliandria in Tibet era in passato una pratica comune e continua ancora oggi, anche se in proporzioni minori. La poliandria in India persiste oggigiorno all'interno di alcune minoranze, così come in Bhutan e nelle parti settentrionali del Nepal. La poliandria è stata praticata in molte zone dell'India, come il Rajasthan, Ladakh, Zanskar, nella regione del Jaunsar-Bawar dello Stato dell'Uttarakhand, e tra gli appartenenti al popolo dei Toda nell'India meridionale e dai Nishi dell'Arunachal Pradesh.
La poliandria è stata diffusa in Nigeria e prima del contatto con gli Europei anche in alcune società polinesiane anche se probabilmente solo tra le donne delle caste più elevate. È stato inoltre riscontrata nelle regioni cinesi dello Yunnan e del Sichuan, tra gli appartenenti al popolo dei Mosuo e in alcune popolazioni sub-sahariane come i Masai in Kenya e nel nord della Tanzania. così come all'interno di alcune comunità indigene americane. I Guanci, la prima popolazione conosciuta ad abitare le Isole Canarie, praticarono la poliandria fino alla loro scomparsa (avvenuta per mano degli Spagnoli nel corso del XIV e XV secolo). La tribù degli Zo'é, sul fiume Cuminapewa (nello stato del Pará, Brasile), pratica la poliandria. Nel suo De Bello Gallico, Giulio Cesare riferisce che tra i Celti della regione del Cantium (l'odierno Kent), gli uomini hanno le donne in comune, suggerendo l'esistenza della poliandria presso queste popolazioni. Cesare aggiunge inoltre che se nascono dei bambini, sono considerati figli dell'uomo che per primo si è unito alla donna.

### Nella società moderna
Nelle società occidentali moderne il matrimonio poliandrico non è generalmente ammesso.
Negli Stati Uniti un particolare nucleo familiare poliandrico composto da una donna e due uomini (Jaiya, Jon e Ian), a cui si aggiunge un figlio che i tre crescono insieme, è stato attivo nella divulgazione di questa scelta attraverso i mass media.

### Nelle religioni
La maggior parte delle religioni scoraggia o proibisce la poliandria. Un'eccezione è probabilmente rappresentata dal paganesimo celtico, dato che in alcune società celtiche la poliandria era un fenomeno normale.
Nell'Islam la poliandria, esistente in determinati contesti culturali arabi preislamici, è stata rigorosamente vietata, in base a quanto previsto dalla Sūra IV del Corano (versetti 22-24) che indica con precisione le persone con cui solo è lecito contrarre vincoli matrimoniali.

È così caduta sotto tale cogente interdetto la pratica del nikāḥ al-istibdāʾ (in arabo ﻧﻜﺎﺡ ﺍلاﺳﺘﺒﺪﺍء‎?), con la quale una donna poteva, col consenso del marito (malato o infertile) farsi ingravidare da un altro uomo, prescelto insieme al marito in funzione delle sue qualità fisiche e intellettive. In quei casi il figlio così partorito entrava a far parte della famiglia della madre e del suo sposo, senza che il padre naturale potesse rivendicare alcun suo diritto.
La Bibbia Ebraica proibisce espressamente la poliandria. Se una donna è sposata qualsiasi forma di relazione sessuale con altri uomini, e quindi anche la poliandria, verrebbe considerata adulterio. Levitico  20,10. afferma che "Se uno commette adulterio con la moglie del suo prossimo, l'adùltero e l'adùltera dovranno esser messi a morte". Inoltre, i figli eventualmente nati da una tale relazione devono essere considerati illegittimi (o meglio mamzer).
Le principali correnti del Cristianesimo odierno propugnano fortemente il matrimonio monogamico. A differenza della poligamia, la Bibbia proibisce espressamente la poliandria.

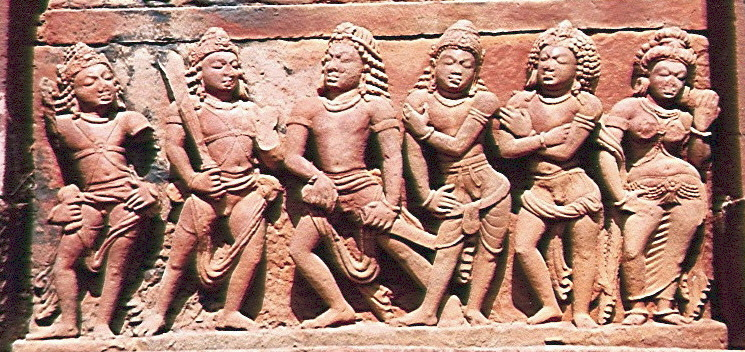
La principessa Draupadi ed i suoi cinque mariti, i Pandava. La figura centrale è Yudhishthira; i due a sinistra sono Bhima e Arjuna. Nakula and Sahadeva, i gemelli, sono alla sua destra. Draupadi è l'ultima sulla destra. La raffigurazione si trova in un tempio a Deogarh.

La poliandria è disapprovata nella maggior parte delle espressioni dell'Induismo. C'è almeno un riferimento alla poliandria nel poema epico Mahābhārata: Draupadi sposa i cinque fratelli Pandava (figli di Pandu). All'interno dell'opera la condizione di Draupadi viene semplicemente accettata, e non giudicata positivamente o negativamente. Più avanti nel poema, tuttavia, per bocca di Yudhisthira veniamo a conoscenza di altri due "casi celebri" di poliandria (i sette saggi conosciuti come Saptarsi sarebbero stati sposati con una sola donna, Jatila; e Pracheti, sorella dell'Asura Hiranyaksha, sarebbe stata sposata con dieci fratelli): questo potrebbe implicare una certa apertura della società indiana di allora verso la poliandria.

### Le origini tribali della poliandria
Alcune forme di poliandria potrebbero essere associate alla necessità di conservare titoli aristocratici o proprietà agricole da parte di un certo gruppo familiare o tribale, o all'assenza frequente e prolungata di un uomo dall'ambiente domestico. In Tibet la pratica della poliandria è stata particolarmente diffusa all'interno della classe sacerdotale dei Sakya, ma anche tra i contadini più poveri, con lo scopo di dividere il meno possibile i propri possedimenti tra una generazione e l'altra. In quest'ultimo caso, alcuni uomini vivevano a casa, mentre altri partivano per lungo tempo, in modo che fosse presente sempre solo un marito alla volta.
Si è ipotizzato che alla base della poliandria ci sia, in molti casi, una forte discriminazione di genere. Ad esempio l'aborto selettivo di feti femminili in India ha portato ad uno sbilanciamento del rapporto tra individui di sesso maschile e femminile nella popolazione, portando alla necessità da parte degli uomini di "condividere" una moglie. In alcune comunità isolate l'usanza di sposare la stessa donna viene dalla necessità di ridurre l'ostilità tra uomini nell'ottenere l'attenzione della donna.

### Poliandria fraterna
La poliandria fraterna è una forma di poliandria in cui una donna viene sposata a due o più uomini fratelli fra loro. Chiamata anche adelfogamia, termine questo che include però altri significati.
La poliandria fraterna trova riscontro in alcune regioni del Tibet e Nepal, dove rappresenta una pratica comune a livello sociale. Il gruppo toda situato nell'India meridionale pratica la poliandria fraterna, ma attualmente vi prevale la monogamia.
Nell'attuale società induista, molti sociologi hanno espresso il timore di una costrizione critica della poliandria in un futuro non lontano, dovuto all'aumento di tali tipi di matrimonio nelle società rurali di Malwa regione del Punjab onde evitare la spartizione ereditaria delle terre coltivate.
La poliandria fraterna raggiunge un obiettivo simile a quello della primogenitura nell'Inghilterra del XIX secolo. La primogenitura stabiliva che il figlio primogenito ereditasse la proprietà della famiglia, mentre i figli più giovani dovevano lasciare la casa paterna e cercare il loro impiego altrove. La primogenitura mantenne così le proprietà intatte per generazioni permettendo soltanto un erede per ogni generazione. La poliandria fraterna raggiunge un obiettivo del tutto simile, ma al contrario tiene legati insieme tutti i fratelli a un'unica moglie in modo che vi sia solo un gruppo di eredi per ogni generazione.

### Un fenomeno di difficile interpretazione
La poliandria è un argomento controverso tra gli antropologi. Ad esempio l'antropologo della Pennsylvania Stephen Beckerman sottolinea che in almeno 20 società tribali è accettata la possibilità che un bambino abbia, e dovrebbe, avere più di un padre, come una forma di "paternità condivisa". D'altra parte, in Tibet, in cui si registrano i casi meglio documentati di poliandria, alcune tra le persone stesse che la praticano affermano che si tratta di una forma di matrimonio difficile da portare avanti.
In Tibet la poliandria è stata messa fuorilegge fin dall'inizio del controllo cinese sull'area, rendendo difficile misurare l'incidenza reale di questo fenomeno in quella che potrebbe altrimenti essere la società maggiormente poliandrica al mondo.
In altre parti del mondo le società indigene sono state drasticamente alterate o distrutte, quindi l'incidenza passata della poliandria risulta a volte difficile da appurare. In India, tra i rifugiati tibetani in fuga dopo l'invasione cinese del Tibet la poliandria è stata raramente riscontrata.

### Casi noti di poliandria

#### Africa
- Nella regione dei laghi dell'Africa centrale "la poliginia [...] era poco comune. La poliandria, invece, era piuttosto diffusa".[24]
- "I Masai praticano la poliandria".[25]
- Le donne della tribù nigeriana degli Irigwe sposavano più di un uomo.[26]
- I Guanci di Gran Canaria praticavano la poliandria prima della conquista spagnola. Stando ai resoconti Europei, la poliandria tra i Guanci potrebbe essere una risposta all'infanticidio femminile praticato nel XIV secolo a seguito di una grande carestia per equilibrare la popolazione.

#### Europa
- "Secondo Giulio Cesare era costume tra gli antichi Bretoni che i fratelli, o a volte anche i padri ed i figli, avessero le mogli in comune".[11][27]
- "La poliandria prevaleva tra i Lacedemoni" secondo Polibio.[28] "(Polybius vii.7.732, following Timæus)"[29]
- Stando al resoconto contenuto nei Saturnalia di Macrobio, "Le matrone di Roma si radunarono in grande numero di fronte al Senato, supplicando con lacrime e preghiere che una donna dovrebbe sposarsi con due uomini".[30]
- Secondo Plutarco nella città di Sparta era la praticata la poliandria familiare, la quale ha il vantaggio di trasmettere alla generazione dei fratelli-padri successiva le proprietà terriere intatte, da cui dipendevano i diritti politici nella città.[31] Inoltre, si riteneva che i figli non fossero proprietà privata dei padri, ma un bene comune della città e, per tale motivo, un marito anziano poteva consentire che la propria moglie fosse ingravidata da giovani valorosi e vigorosi, per garantire una stirpe migliore.[32]
- L'epitaffio di Allia Potestas, una donna di Perugia vissuta probabilmente nel II secolo, descrive la sua convivenza pacifica con due amanti.[33]

#### Asia
- Il re sumero Urukagina proibisce la poliandria: "La diandria, il matrimonio di una donna con due o più uomini, è abolita".[34]
- Il controverso giornalista Nicolas Notovitch testimonia casi di poliandria nel Ladakh nei resoconti dei suoi viaggi in India.
- La poliandria è stata largamente praticata, e lo è ancora oggi in proporzioni minori, nell'isolato distretto montano di Lahaul-Spiti.[35]
- Nella testimonianza dello storico e geografo greco antico Strabone, "Tutti i parenti hanno le loro proprietà in comune [...]; tutti hanno una moglie", in condivisione.[36].
- Sempre secondo Strabone, "In certe regioni della Media [...] una donna era autorizzata ad avere più mariti, e coloro che ne avevano meno di cinque erano guardate con disprezzo".[37]
- Tra gli Eftaliti "una donna con molti mariti, o poliandria, era sempre la regola, su questo tutti i commentatori sono d'accordo. Che questo sia chiaro è evidenziato dall'abitudine tra le donne di indossare un cappello contenente un certo numero di corna, una per ogni marito, i quali erano anche fratelli. Infatti, se un uomo non aveva fratelli naturali, poteva adottare un altro uomo come suo fratello in modo che egli potesse sposarsi".[38]
- "La poliandria è molto diffusa tra gli Sherpa".[39]
- In Bhutan, nel 1914, la poliandria era "il sistema domestico prevalente".[40]
- Un sondaggio del 1981 effettuato nel Muli (contea della Prefettura autonoma Yi di Liangshan) riscontrò che il 52% dei matrimoni erano di tipo monogamico, il 32% poliandrico (i fratelli condividevano la moglie) ed il 16% poliginico (le sorelle condividevano il marito)[41]
- La poliandria è praticata dai Nivchi dell'Isola di Sachalin.[42]
- La poliandria fraterna è permessa in Sri Lanka sotto la legge matrimoniale di Kandyan, spesso descritta usando l'eufemismo 'eka-ge-kama' (letteralmente "mangiare in una sola casa").[43] Si riscontrano anche casi in cui il matrimonio inizia in maniera monogamica, con l'entrata successiva nel rapporto di uno o più mariti.[44][45]

#### Isole del Pacifico
- Tra i canachi della Nuova Caledonia, "ogni donna è proprietà di molti uomini. È quest'insieme di uomini, con una moglie in comune, che [...] vive insieme in una capanna, con la propria moglie comune".[46]
- Gli abitanti delle Isole Marchesi avevano "una società in cui i nuclei familiari erano poliandrici".[47]
- Friedrich Ratzel riporta nella Storia del genere umano[48] (1986) che nelle Nuove Ebridi c'era un tipo di convenzione in caso di vedovanza, in cui due vedove dovevano vivere con un vedovo. Inoltre nella Nuova Irlanda e nella Nuova Britannia le vedove erano rivendicate come proprietà comune da tutti gli uomini.

#### Sud America
- "I Bororo [...] anche tra di loro [...] ci sono casi di poliandria."[49]
- Anche i Tupi-Kawahib praticano la poliandria fraterna.[50]
- Fino al 70% delle culture Amazzoniche potrebbe aver creduto nel principio della paternità multipla.[51]

## La poliandria nella zoologia

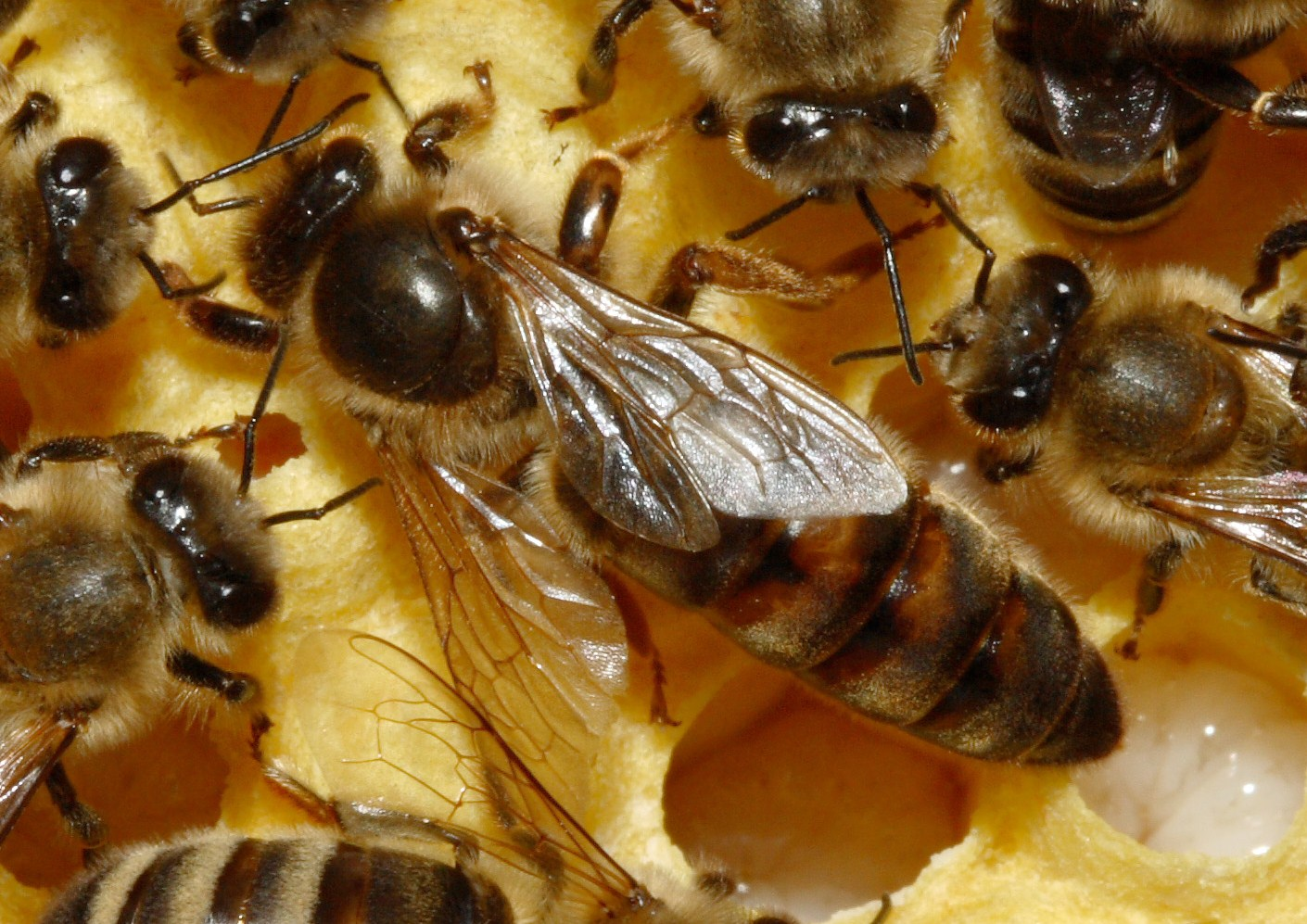
L'ape regina è di solito l'unica ape femmina all'interno di un alveare a riprodursi con i fuchi, provenienti normalmente da vari alveari. Essa fa da madre a tutta la prole all'interno di un certo alveare.

Nel campo dell'ecologia comportamentale la poliandria è un tipo di adattamento riproduttivo in cui una femmina si accoppia con più di un maschio. Il sistema riproduttivo opposto a questo è la poliginia, in cui un maschio si accoppia con più di una femmina (come nel caso di leoni, cervi, varie specie di primati e la maggior parte delle specie animali, che sono caratterizzate dal fenomeno del maschio alfa).
La poliandria è stata correlata positivamente nei vari taxa al rapporto tra il peso dei testicoli e quello dell'intero corpo. I testicoli umani sono più leggeri di quelli degli scimpanzé, compresi gli altamente promiscui bonobo, ma sono più pesanti di quelli dei gorilla degli oranghi.
Un tipico esempio di accoppiamento poliandrico è quello dei grillini, appartenente dell'ordine degli Orthoptera (di cui fanno parte anche grilli e cavallette). Le femmine di queste specie si accoppiano con ogni maschio vicino ad esse, compresi i propri fratelli. Largamente praticata dalle rane (in particolare da quelle della specie Rana dalmatina), la poliandria è stata anche documentata tra le puzzole ed altri mustelidi.
Anche molte specie di rettili praticano la poliandria, specialmente tra i membri della famiglia delle testudinidi. È da attribuirsi alla poliandria e alla loro capacità di conservare lo sperma per un certo periodo di tempo l'evidenza che le tartarughe femmine producono uova caratterizzate da paternità multipla. Prevedibilmente, questi cuccioli hanno mostrato un aumento della variabilità genetica se confrontati a quelli generati da un singolo maschio. La paternità condivisa è il risultato della capacità delle femmine di conservare lo sperma tra un ciclo riproduttivo e l'altro, così come dimostrato dal ritrovamento di sperma di vari maschi all'interno dell'apparato genitale di tartarughe femmine. Come risultato di una maggiore variabilità nei geni paterni e della maggiore competizione tra gli spermatozoi, le femmine possono massimizzare sia la qualità genetica che il numero dei discendenti. La paternità multipla è quindi considerata un'efficace strategia per aumentare il successo riproduttivo e la fitness delle femmine di tartaruga.
Alcuni dei taxa con un'organizzazione sociale complessa manifestano eusocialità, nel senso che una singola femmina (ad esempio l'ape regina) o casta produce la prole mentre gli altri organismi (ad esempio le api operaie) cooperano nella cura dei piccoli. Esempi di eusocialità tra i mammiferi comprendono il ratto talpa del Damaraland e l'eterocefalo glabro (conosciuto come "ratto senza pelo"), tra i quali la poliandria è la norma e la poliginia non è stata mai osservata. Le femmine di eterocefalo glabro competono per lo status di Regina o "femmina alfa".
Comunemente nella riproduzione canina, e felina gli ovuli vengono fecondati durante lo stesso ciclo estrale da vari maschi, di modo che la cucciolata presenta più di un padre. Questo fenomeno, detto superfecondazione eteroparentale (un tipo specifico di superfetazione), è molto raro nella riproduzione umana, ma è documentato. In uno studio sugli esseri umani è stata riscontrata una frequenza del 2,4% tra gemelli dizigoti i cui genitori erano coinvolti in cause di riconoscimento di paternità.
Molte delle teorie che cercano di spiegare l'ovulazione nascosta negli umani ed in altri organismi si basano su fenomeni in cui è coinvolta la poliandria.
Secondo Gordon G. Gallup, la forma del pene umano indica una storia evolutiva caratterizzata dalla poliandria. I maschi umani si sono evoluti fino a possedere un glande a forma di cuneo in maniera da poter estrarre lo sperma di altri maschi dalla cervice in maniera da escluderli dalla competizione spermatica.
All'interno delle teorie sul conflitto sessuale, il biologo francese Thierry Lodé ha trovato una possibile spiegazione per la poliandria basata sulla competizione tra partner sessuali e sull'obiettivo di evitare l'endogamia (la riproduzione tra individui strettamente consanguinei). 
- Aumenta le possibilità di successo riproduttivo.
- Aumenta la competizione tra spermatozoi.
- Implica una maggiore variabilità genetica all'interno della prole, come nel caso delle api, in cui la variabilità genetica si traduce in una maggiore efficienza degli individui nella realizzazione dei propri compiti, a favore dell'intero alveare.
- Le femmine possono ricevere offerte di cibo da diversi maschi, che utilizzano questa strategia per incentivare la copulazione.
- La paternità della prole è sconosciuta e questo può migliorare ed incoraggiare cure genitoriali comuni e scoraggiare l'infanticidio da parte dei maschi.[66]

La poliandria è stata riscontrata inoltre in alcuni primati, come quelli del gruppo delle marmose (un gruppo di 22 specie di scimmie del Nuovo Mondo dei generi Callithrix, Cebuella, Callibella e Mico), nei marsupiali del genere Antechinus, nei bandicoot, nelle balene,, nell'1% circa di tutte le specie di uccelli come quelli della famiglia Jacanidae e le passere scopaiole, le api ed i pesci pipa (Syngnathinae). Anche le femmine di cammello si accoppiano con più maschi.

### La poliandria nelle scimmie del Nuovo Mondo
È stato osservato che alcune scimmie del Nuovo Mondo, come il tamarino di Goeldi, vivono in gruppi poliandrici. Anche se un singolo gruppo può avere al suo interno più di una femmina, la femmina dominante sopprime l'ovulazione in quelle subordinate, in modo da rimanere l'unica capace di riprodursi. Una femmina di tamarino di Goeldi dà alla luce normalmente più di un discendente alla volta, e i suoi ovuli sono fecondati separatamente da più di un maschio. Le cure paterne sono molto forti tra i tamarini di Goeldi; i maschi portano spesso i piccoli sulle loro schiene anche se non sono i loro padri. È stato suggerito che i partner sessuali comuni delle femmine siano parenti tra di loro, e che sia per questo che i maschi cooperano tra di loro nella cura dei figli; tuttavia i ricercatori hanno tracciato i tamarini di Goeldi, scoprendo che alcuni maschi migrano verso altri gruppi di scimmie, e si prendono cura successivamente di piccoli senza intrattenere alcun legame di parentela con essi. È stato anche suggerito che le femmine selezionino maschi con tendenza alla cooperazione, e che la prole dei tamarini di Goeldi richieda cure paterne multiple per sopravvivere. 
Le ricerche suggeriscono attualmente che la poliandria è la struttura sociale dominante nelle scimmie del Nuovo Mondo della subfamiglia Callitrichidae.
La famiglia dei Callitrichidae include le marmose e i tamarini, due gruppi di piccole scimmie del Nuovo Mondo del Sud America. In natura vivono in gruppi composti da tre a dieci individui, con una sola femmina coinvolta nella riproduzione, uno o più maschi riproduttivi, e vari aiutanti di ambo i generi senza alcun ruolo nella riproduzione. All'interno della stessa popolazione possono esserci gruppi basati sulla poliandria, sulla monogamia o sulla poliginia, e un gruppo può perfino passare da una tendenza all'altra, rendendo questo il sistema riproduttivo più flessibile mai riscontrato tra i primati non umani. A differenza della maggior parte dei primati, che danno luce a un piccolo alla volta, due gemelli rappresentano la figliata tipica per i tamarini e le marmose. L'intero gruppo partecipa nella cura della prole, condividendo le responsabilità relative al trasporto, al nutrimento e alla pulizia. La presenza di aiutanti non coinvolti nel processo di riproduzione sembra essere il fattore più importante nel determinare quale sistema di accoppiamento sia utilizzato, dato che non è stata riscontrata una correlazione tra il sistema di accoppiamento e fattori ecologici ed ambientali. Goldizen (1987) ha proposto l'ipotesi che la monogamia nelle Callitrichidae si sviluppa solo in gruppi dotati di individui non-riproduttivi presposti a partecipare alla cura della prole, e che in assenza di questi aiutanti la poliandria assicura un successo riproduttivo più alto rispetto alla monogamia. In effetti, negli studi sui tamarini dal dorso bruno, non è stata mai trovata una coppia monogamica isolata che abbia tentato un ciclo riproduttivo.

### Sociobiologia della poliandria
Il termine ha raggiunto un certo uso nella sociobiologia, in cui si riferisce analogamente a un sistema di riproduzione in cui una femmina forma legami più o meno permanenti con più di un maschio. Questo accade in due diverse maniere. In un caso, esemplificato dalle jacana spinosa, ed in alcuni uccelli non volanti, la femmina ed il maschio assumono lo stesso ruolo in una sorta di sistema poliandrico-poliginico, controllando un certo territorio in cui molti maschi nidificano. Di conseguenza, la femmina depone uova in tutti i nidi, e partecipa poco alle cure parentali. Nell'altro tipo, esemplificato dalla poiana delle Galàpagos, due o più maschi (che non sono necessariamente imparentati) ed una femmina si prendono cura collettivamente di un singolo nido. Quest'ultima situazione si avvicina alla tipica poliandria paterna praticata dagli umani. 

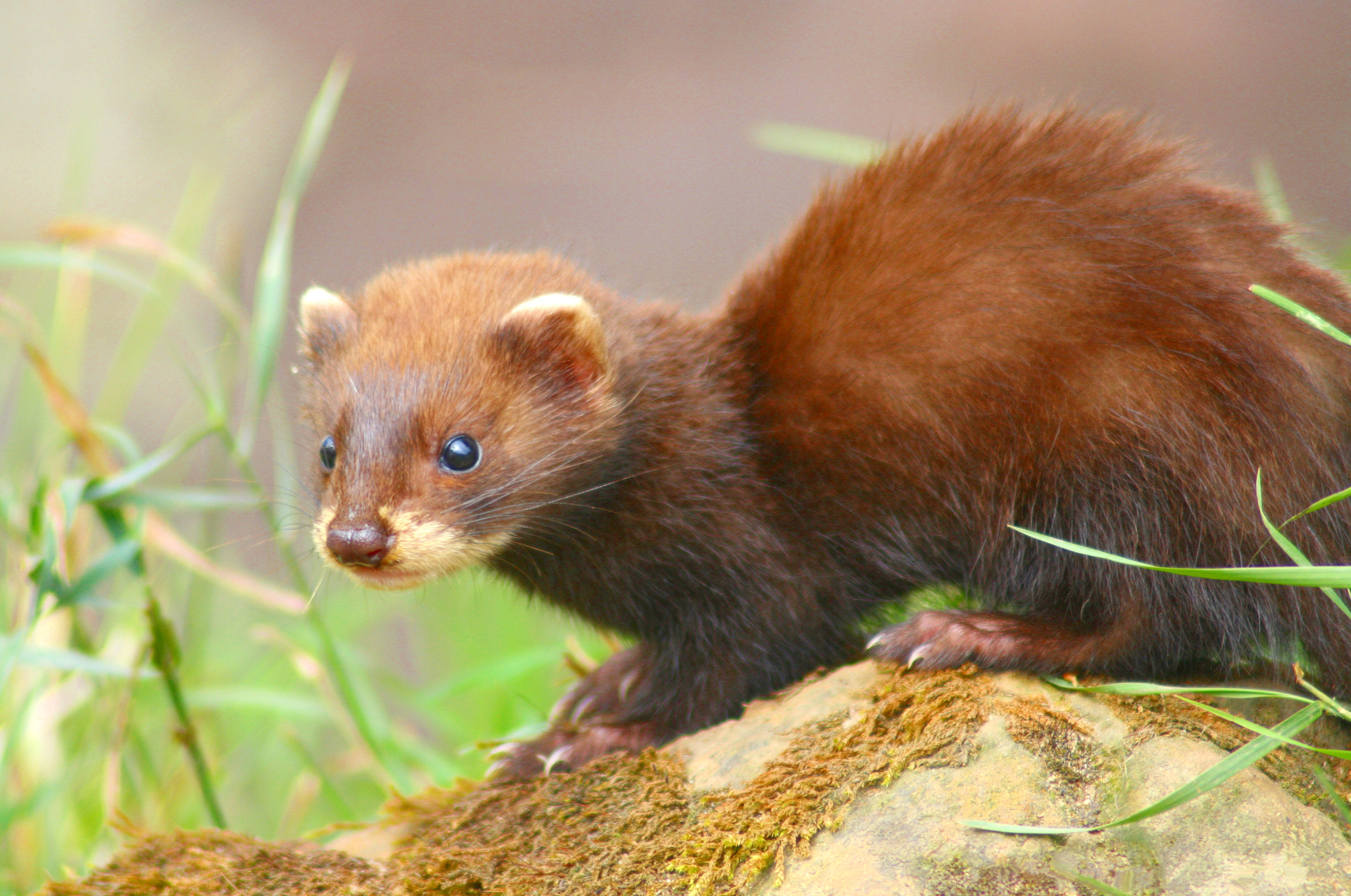
Anche se le puzzole europee sono principalmente poliginiche, le femmine possono mostrare una tendenza poliandrica, e la parte conflittuale del sistema di riproduzione può cambiare a seconda delle condizioni ambientali.

Dal punto di vista delle risorse queste due forme riflettono due diverse situazioni: la poliandria caratterizzata dalle cure parentali comuni si adatta meglio agli ambienti difficili, dove c'è bisogno dello sforzo di più di due genitori per allevare i piccoli con successo.
Si pensa che le api siano poliandriche perché una regina si accoppia tipicamente con vari maschi, anche se l'accoppiamento è in effetti l'unica interazione che hanno (il maschio muore, e la femmina immagazzina lo sperma per fertilizzare i propri ovuli).
La poliandria nei mammiferi ed in altri animali viene normalmente correlata al caso di dimorfismo sessuale in cui le femmine sono più grandi dei maschi. Quando i maschi di una certa specie sono molto più grandi delle femmine, viene normalmente praticata la poliginia. Man mano che la differenza diminuisce, o nei casi in cui le femmine sono più grandi dei maschi, è più probabile che una specie pratichi la monogamia o la poliandria. Le grandi scimmie (gorilla, oranghi, scimpanzé e bonobo) sono dimorfiche, ed il caso con maggiore dimorfismo è rappresentato dai gorilla. Gli scimpanzé e i bonobo vivono in società promiscue in cui sia i maschi che le femmine si accoppiano con vari partner. Nel caso in cui solo poche femmine vanno in calore, i maschi del gruppo si accoppiano solo con esse, creando una forma flessibile di poliandria. Negli scimpanzé, tuttavia, nel caso in cui il maschio alfa è sufficientemente potente, egli scoraggia gli altri maschi a tentare di accoppiarsi, instaurando una forma seppur poco stabile di poliginia. Gli scimpanzé e i bonobo presentano lievi forme di dimorfismo sessuale; nel caso dei bonobo, si riscontra un sistema matriarcale nonostante le femmine siano leggermente più piccole dei maschi. I gorilla praticano una vera e propria forma di poliginia in cui un maschio particolarmente grande viaggia con varie femmine ed i loro piccoli, ed è l'unico ad accoppiarsi con esse. Anche se gli oranghi sono tipicamente solitari, è stato riscontrato che numerose femmine costruiscono i propri nidi all'interno del territorio di un certo maschio adulto e si accoppiano più spesso con questo maschio che con altri, rappresentando ciò una forma di poliginia. Maschi e femmine di gibbone hanno dimensioni simili e formano coppie monogamiche. Nel caso degli esseri umani c'è meno dimorfismo sessuale tra maschi e femmine che nelle altre grandi scimmie, e se la monogamia e la poliginia rappresentano i sistemi più diffusi, si riscontrano anche casi di poliandria e promiscuità.
I rapaci, che mostrano un diverso tipo di dimorfismo sessuale (la femmina è infatti più grande del maschio), tendono ad essere monogamici per lunghi periodi o si accoppiano con lo stesso individuo per tutta la vita. Ma alcune specie come il nibbio americano scelgono un nuovo compagno ogni anno;la poliginia è stata notata in molte albanelle, e la poliandria è stata osservata nella poiana di Harris (conosciuta per essere l'unico rapace che vive e caccia regolarmente in famiglie e gruppi sociali) e nella precedentemente menzionata poiana delle Galàpagos.